# Putgarten
Putgarten – gmina w Niemczech, w kraju związkowym Meklemburgia-Pomorze Przednie, w powiecie Vorpommern-Rügen, wchodząca w skład urzędu Nord-Rügen. Najbardziej na północ położona gmina kraju związkowego.

## Toponimia
Nazwa Putgarten ma pochodzenie słowiańskie, od pod garde – miejsce położone pod grodem. W języku polskim rekonstruowana w formie Podgrodzie.